# Morro do Urubu (Leme)

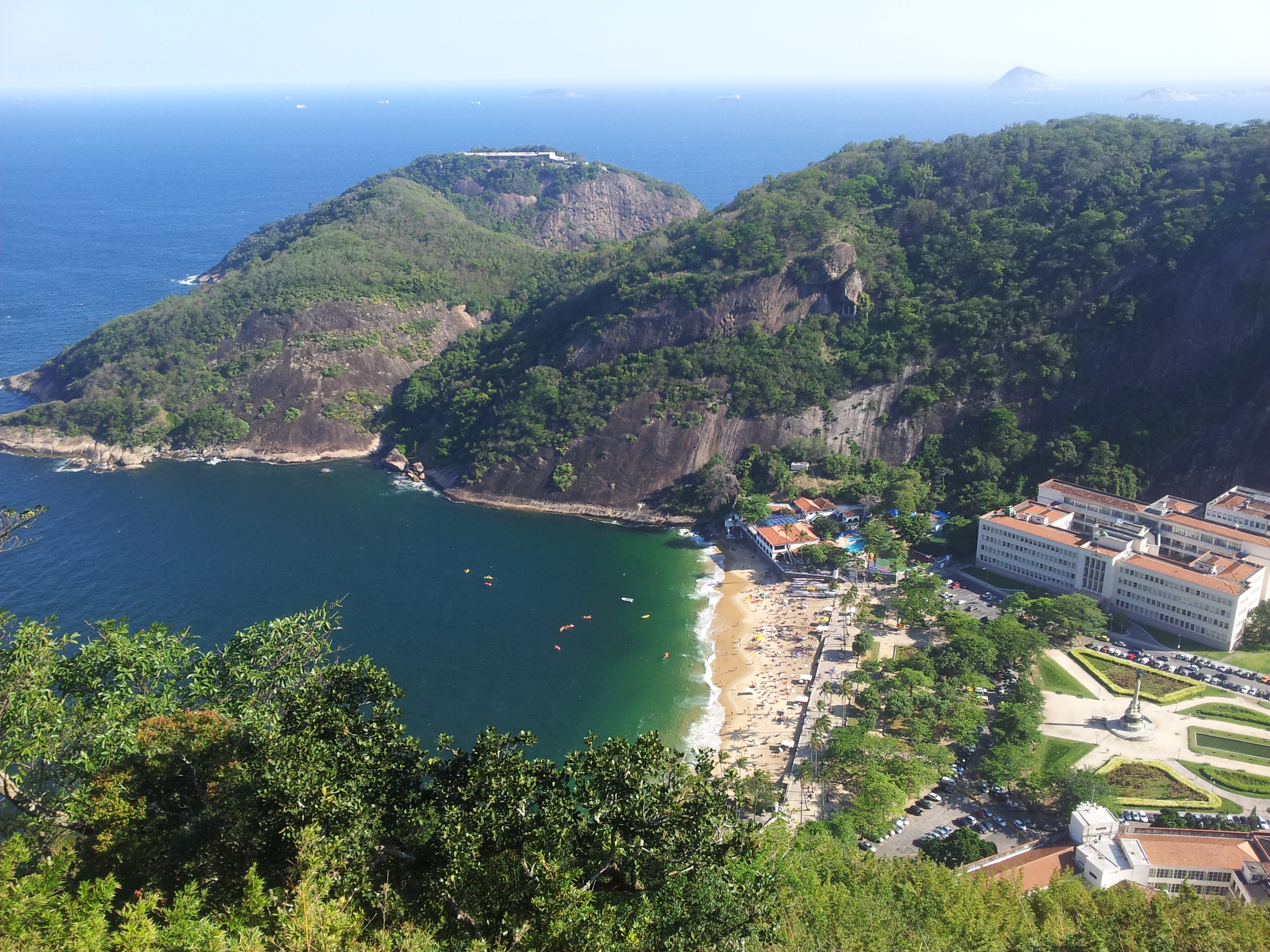
Morro do Urubu (linke Bildhälfte), dahinter der Morro do Leme mit dem Fort Duque de Caxias, rechts der Morro da Babilônia, unten die Praia Vermelha

Der Morro do Urubu, auch Morro dos Urubus genannt bzw. Morro do Urubú geschrieben (deutsch ‚Hügel des Rabengeiers‘), ist ein Hügel in Rio de Janeiros Stadtteilen Leme und Urca. Am Eingang zur Guanabara-Bucht liegt er zwischen dem länglichen Morro da Babilônia und dem Morro do Leme. Von seinem etwa 127 Meter hohen Gipfel ergeben sich großartige Aussichten auf die Praia Vermelha und den Zuckerhut. Der Bergrücken, der an den besonnten und bespülten Flanken den zu Grunde liegenden Granitfelsen zu Tage treten lässt, ist von Atlantischem Regenwald bedeckt. Aus Gründen der Biodiversität ist er zusammen mit dem Morro do Leme und der vor der Küste liegenden Ilha de Cotunduba zum Naturschutzgebiet Área de Proteção Ambiental dos Morros da do Leme, Urubu e Ilha de Cotunduba zusammengefasst. Dieses Naturschutzgebiet bildet zusammen mit der angrenzenden Área de Proteção Ambiental dos Morros da Babilônia e São João sowie dem Parque Estadual da Chacrinha den Naturpark Parque Natural Municipal Paisagem Carioca.